# アレクサンドル・イディア
アレクサンドル・イディア（Alexandre Iddir 1991年2月21日- ）はフランスのヴィルパント出身の柔道選手。階級は90kg級と100kg級。184cm。得意技は一本背負投。

## 経歴
2010年の世界ジュニア90kg級で7位になった。2012年のワールドカップ・ローマでは優勝した。2014年のヨーロッパ選手権で3位になると、グランプリ・タシュケントでIJFワールド柔道ツアー初優勝を果たした。2015年から2年連続でグランドスラム・パリで2位となった。2016年のリオデジャネイロオリンピックでは準々決勝でベイカー茉秋に合技で敗れるなどして7位だった。その後階級を100kg級に上げると、2018年の地中海競技大会で3位、世界団体では2位になった。2019年にはグランプリ・テルアビブとグランプリ・アンタルヤで優勝すると、世界団体では2位になった。2021年のヨーロッパ選手権では3位だったが、世界選手権では7位にとどまった。7月に日本武道館で開催された東京オリンピックでは初戦でアゼルバイジャンのゼリム・コツォイエフに敗れた。東京オリンピック混合団体では選手登録されていただけで、実際の試合には一度も出場しなかったが、チームは優勝を飾った。
IJF世界ランキングは2143ポイント獲得で17位(23/10/2現在)。

## 主な戦績
90kg級での戦績
- 2010年 - 世界ジュニア　7位
- 2011年 - ユニバーシアード　5位
- 2012年 - ワールドカップ・ローマ　優勝
- 2013年 - U23ヨーロッパ選手権　3位
- 2014年 - グランプリ・サムスン　3位
- 2014年 - ヨーロッパ選手権　個人戦　3位　団体戦　3位
- 2014年 - グランプリ・アスタナ　3位
- 2014年 - グランプリ・タシュケント　優勝
- 2014年 - グランドスラム・東京　5位
- 2015年 - グランドスラム・パリ　2位
- 2015年 - グランプリ・青島　2位
- 2016年 - グランドスラム・パリ　2位
- 2016年 - リオデジャネイロオリンピック　7位

100kg級での戦績
- 2017年 - アフリカオープン・カサブランカ　優勝
- 2018年 - 地中海競技大会　3位
- 2018年 - 世界団体　2位
- 2018年 - グランプリ・タシュケント　2位
- 2019年 - グランプリ・テルアビブ　優勝
- 2019年 - グランプリ・アンタルヤ　優勝
- 2019年 - グランプリ・ザグレブ　2位
- 2019年 - 世界団体　2位
- 2019年 - オセアニアオープン・パース　優勝
- 2021年 - ヨーロッパ選手権　3位
- 2021年 - 世界選手権　7位
- 2021年 - 東京オリンピック混合団体　優勝
- 2022年 - ヨーロッパオープン・リッチョーネ　3位
- 2023年 - ヨーロッパオープン・マドリード　優勝
- 2023年 - ヨーロッパオープン・プラハ　優勝

(出典)